# São Martinho (Funchal)
São Martinho (česky Svatý Martin) je farnost v hlavním městě Madeiry Funchalu. Farnost São Martinho byla založena roku 1579. Má rozlohu 7,98 km2 a v roce 2021 zde žilo 26 929 stálých obyvatel.

## Geografie a ekonomika
Sahá od břehu oceánu na jihu až po hory na severu. Na západě sousedí s okresem Câmara de Lobos. Celá farnost se dále dělí na 16 okrsků. Jižními okrsky Ajuda, Piornais a Areeiro prochází rovnoběžně s pobřežím Estrada Monumental, spojující střed Funchalu s obcí Câmara de Lobos.
Na katastru městské části se nachází několik kopců: Pico da Cruz, Pico do Funcho, Pico da Arruda, Pico da Igreja a Pico da Lombada. Názvy některých jsou odvozeny od původní převládající vegetace: funcho = fenykl, arruda = routa (Ruta Chalepensis).
Obyvatelé pracovali v minulosti převážně v zemědělství a zásobovali Funchal potravinami. Postupně převládlo pěstování cukrové třtiny, kterou na konci 18. století nahradilo pěstování banánů. Ty se zde, spolu s vinnou révou, pěstují i dnes. Od poloviny 20. století je však zemědělství vytlačováno urbanizací. Část dnešních obyvatel pracuje v průmyslu (převážně v sousední Câmara de Lobos) a ve službách (největší koncentrace hotelů je v části Ajuda a kolem ulice Estrada Monumental).

## Pico da Cruz (261 m n. m.)
Tento kopec byl v minulosti používán jako pozorovatelna a místo, odkud byl Funchal varován před blížícími se korzáry. Později zde byly instalovány komunikační antény a Funchalané kopec začali nazývat Pico Telégrafo.
V polovině 19. století byla na východním svahu postavena hazardní herna s názvem Excelsior Club da Madeira. V severním svahu byla zřízena střelnice, která dosud existuje. Strmější jižní svah s výhledem na oceán částečně využívá armáda. Tímto svahem, porostlým divokými opunciemi, nenápadně protéká leváda dos Piornais. Pod Pico da Cruz na Ponta da Cruz byla roku 1909 zřízena konzervárna, která zpracovávala tuňáky. Například roku 1910 exportovala 557 tun konzerv. Dnes již neexistuje.

## Praia Formosa
Tato kamenitá pláž s délkou kolem jednoho kilometru je nejdelší na ostrově. Na straně od Funchalu začíná za tunelem pro chodce u koupaliště Doca do Cavacas Na tomto konci pláže jsou ve skále vidět střílny z 2. světové války. Na druhém konci přechází v písčitou plážičku. Kameny na pláži jsou od velikosti koňské hlavy až po štěrk, všechny krásně kulaté. V některých letech zde najdete dřevěné panely na ležení a rákosové slunečníky. V zimě je obvykle spláchnou vlny. Uprostřed pláže je zeď, nad níž bylo do roku 2008 vidět nádrže firmy Shell (byly přemístěny do Caniçalu)
Na Praia Formosa se v listopadu 1566 vylodili francouzští korzáři ze tří galeon, kterým velel Bertrand de Montluc. Dnes to připomíná pamětní deska zhruba pod hotelem Atlantic Gardens.

## Estrada Monumental
Tato ulice byla kdysi jedinou spojovací cestou vedoucí z Funchalu do Câmara de Lobos. Název dostala podle mostu Ponte Monumental, který před Câmarou překračuje říčku Seccoridos. (Most dostal tento název v polovině 19. století na počest krále Pedra IV.)

## Kostely
Symbolem této městské části je nový kostel Igreja Nova de São Martinho, daný do provozu roku 1918.
Další kostel Igreja da Nazaré má moderní architekturu a byl dokončen roku 2002. Hranatá věž tohoto kostela je vysoká 44 metrů.

## Cais do Carvão (Uhelné molo)
Uhelné molo bylo vybudováno v 19. století, jako překladiště uhlí pro místní cukrovary a doplňování paliva lodí. Asi po 100 letech existence bylo zrušeno. Městská rada Funchalu zde chce zřídit nové mořské akvárium a výzkumnou stanici mořské biologie.
Galerie

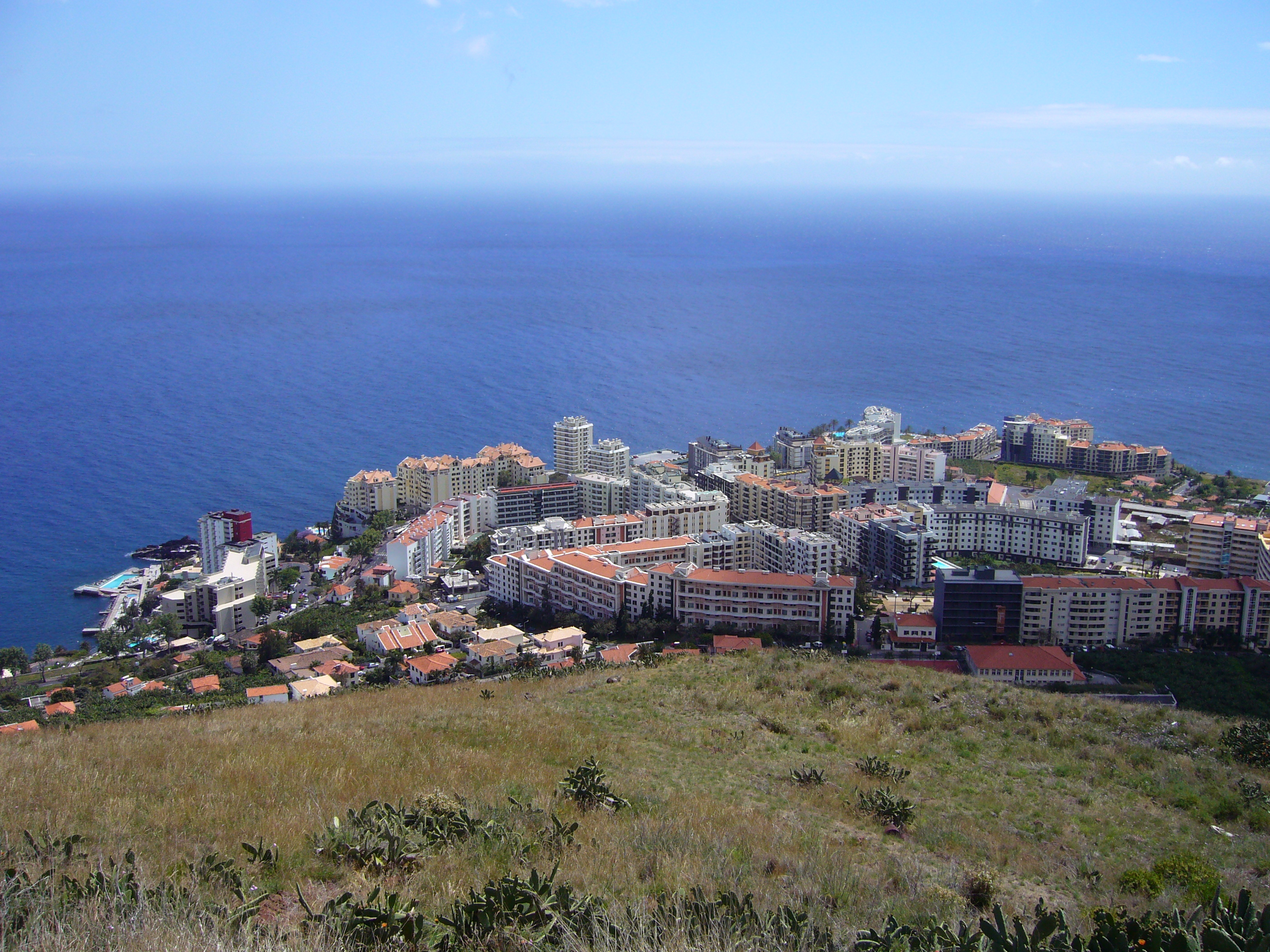
Pohled na okrsek Ajuda z Pico da Cruz.
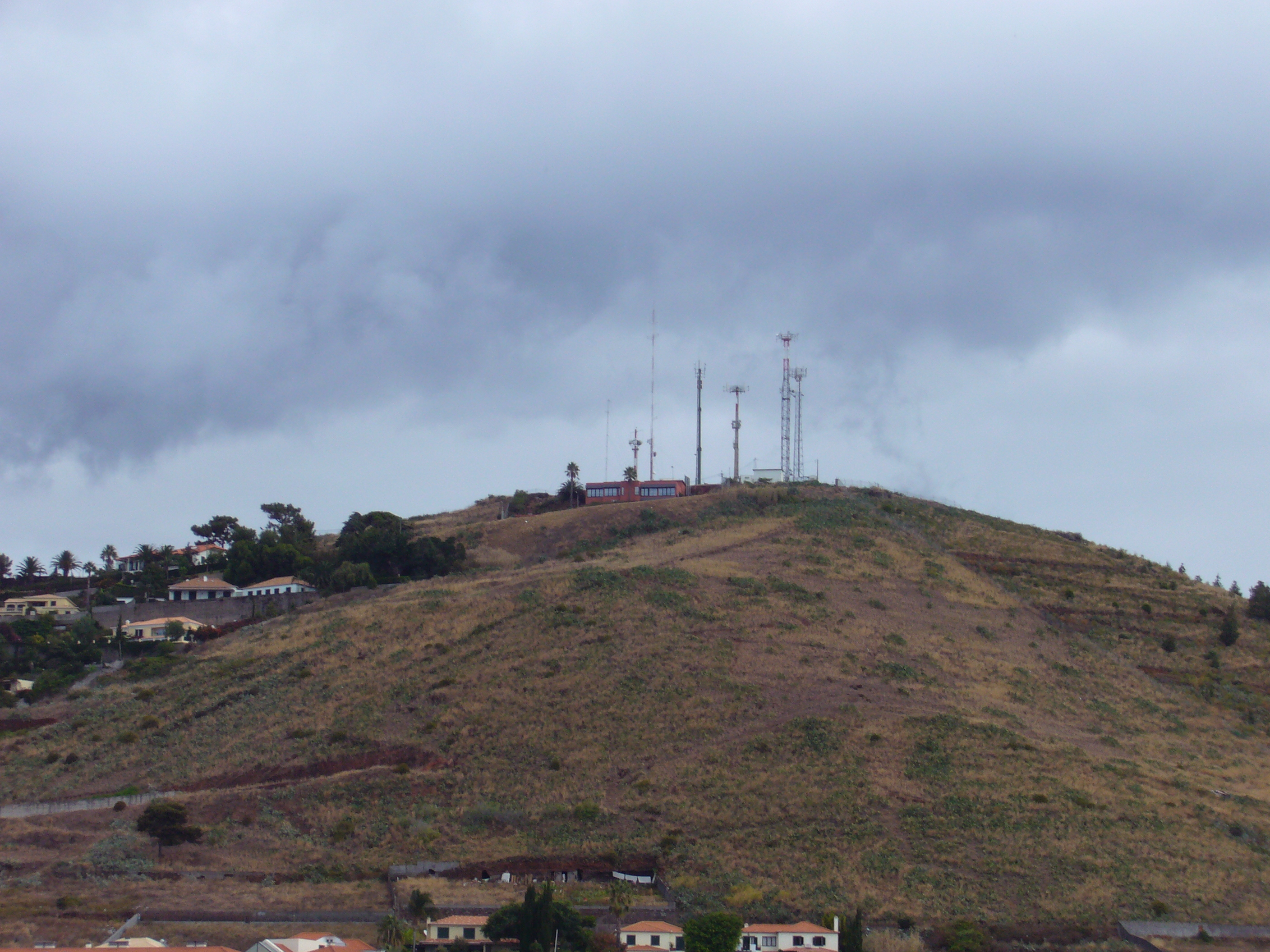
Pico da Cruz od jihu (od oceánu).
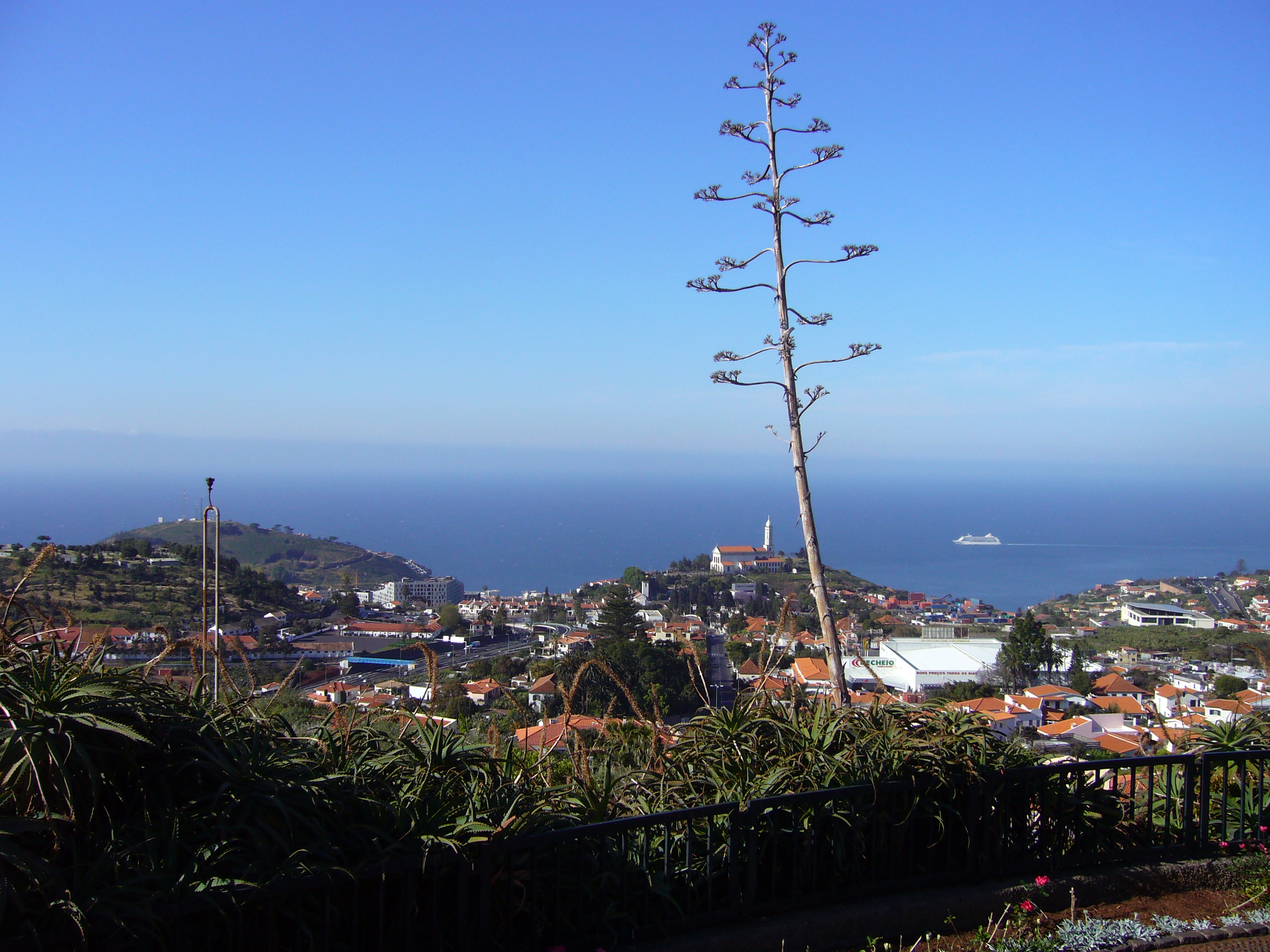
Pohled z Barcelos směrem na jih k oceánu přes kostel sv. Martina a kopec Pico da Cruz (vlevo).
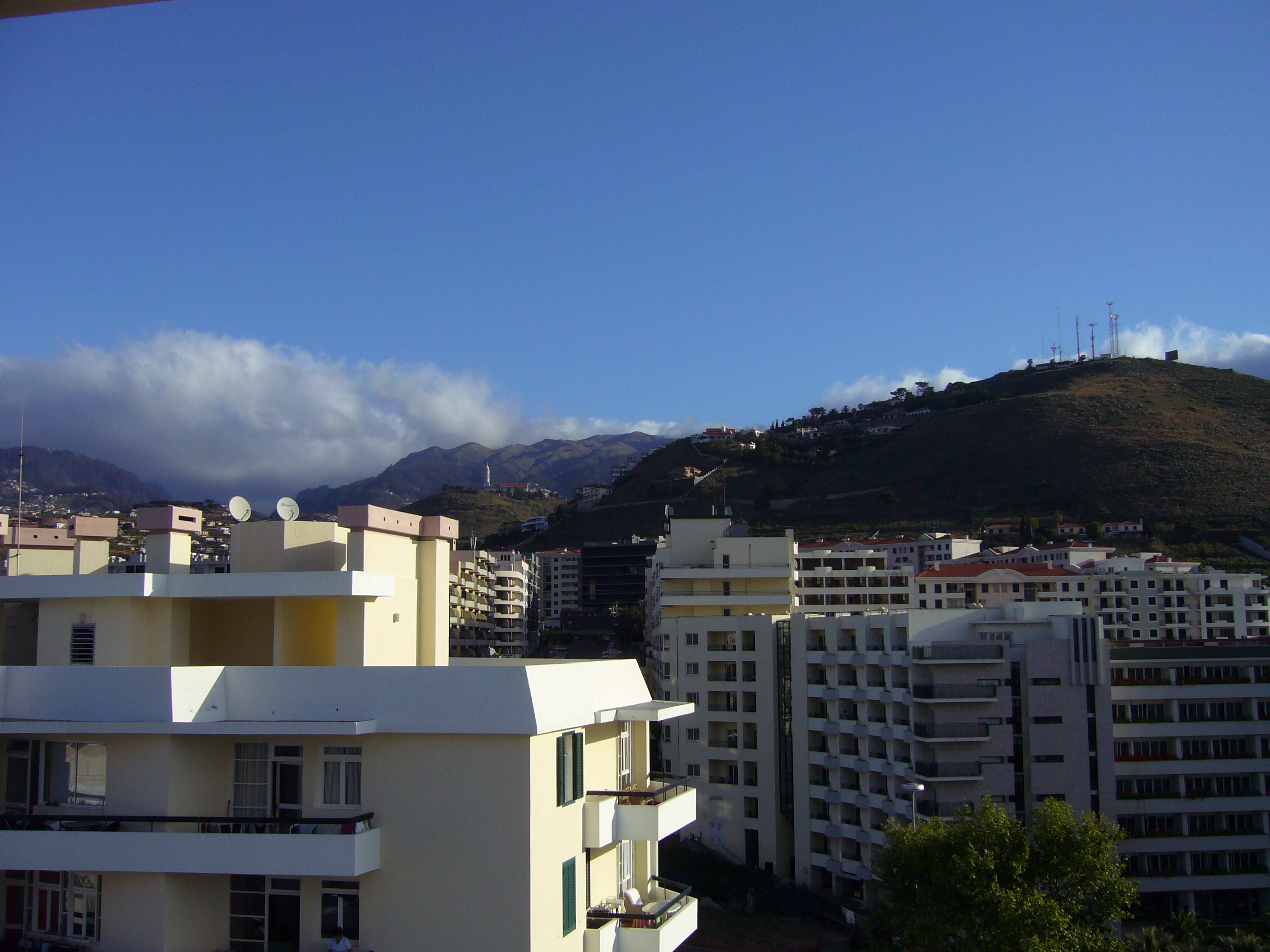
Pohled z 11. patra hotelu Duas Torres na Avenida Monumental na sever. V popředí na pravé straně Pico da Cruz. V dálce na pozadí hor bílý kostel sv. Martina.
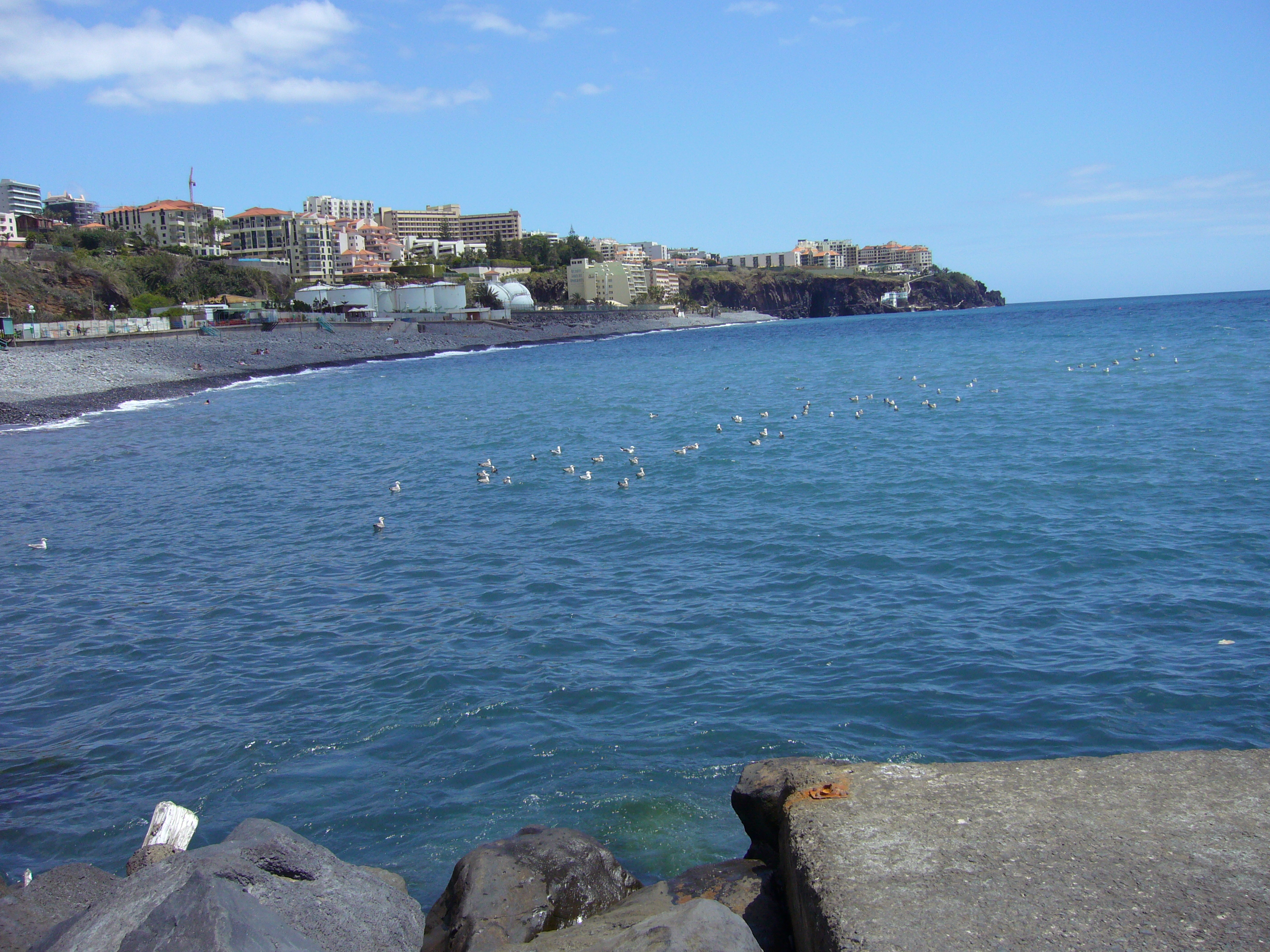
Východní část Praia Formosa. Jsou zde ještě vidět nádrže firmy Shell (odstraněno roku 2008). Výběžek do moře je Ponta da Cruz.
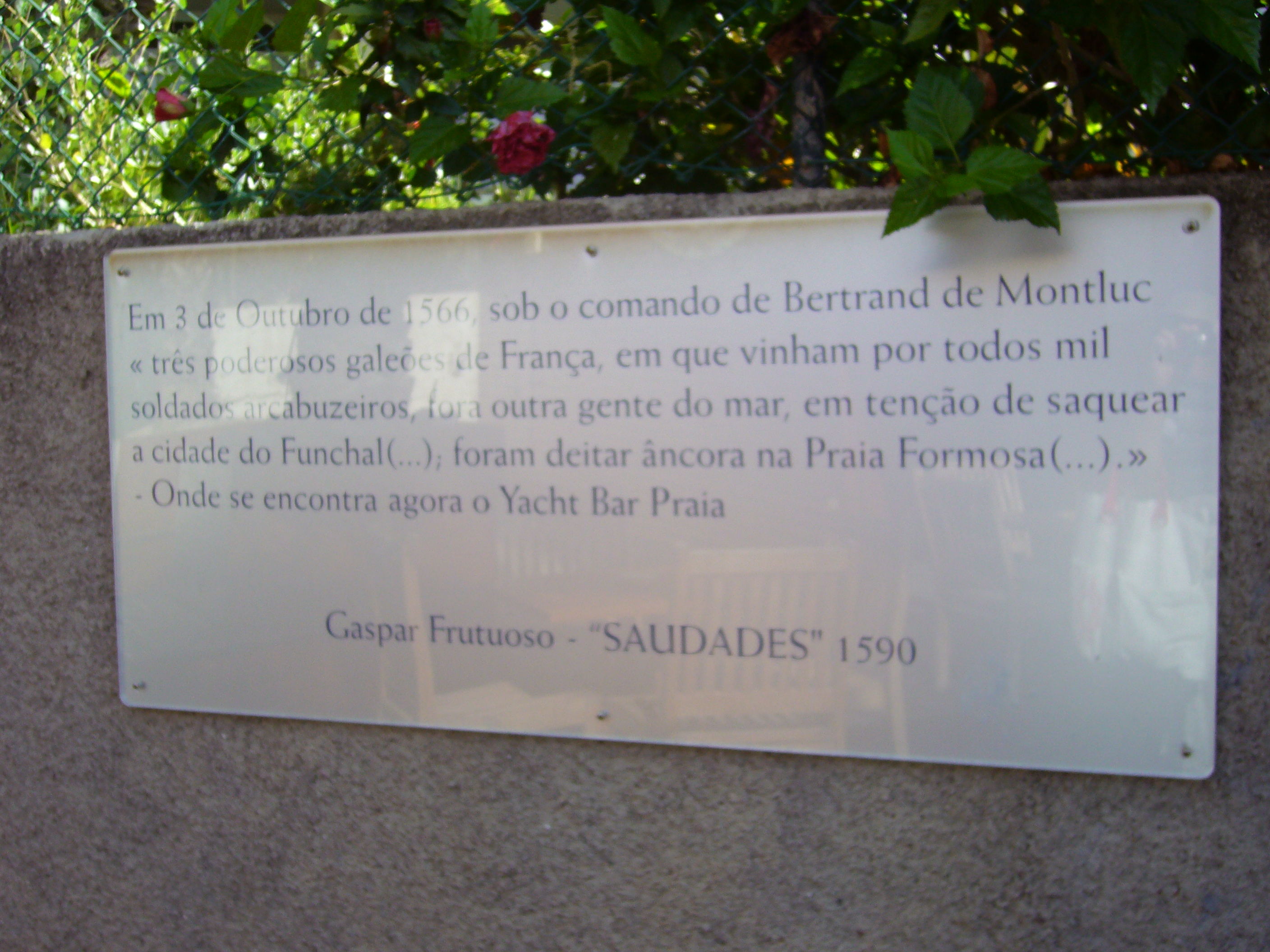
Připomínka v místě vylodění pirátů.
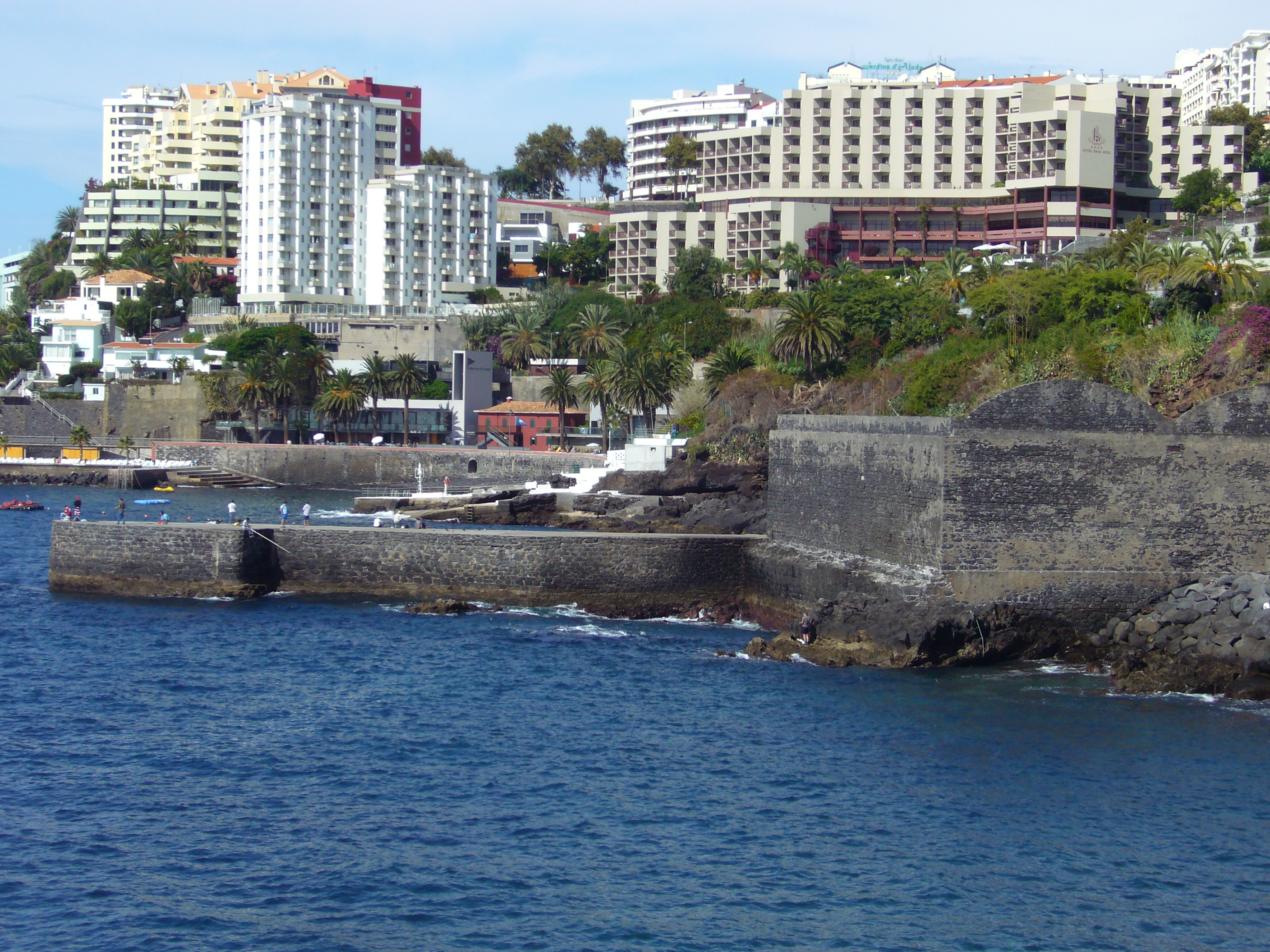
Zbytky uhelného mola na Lido ve Funchalu.
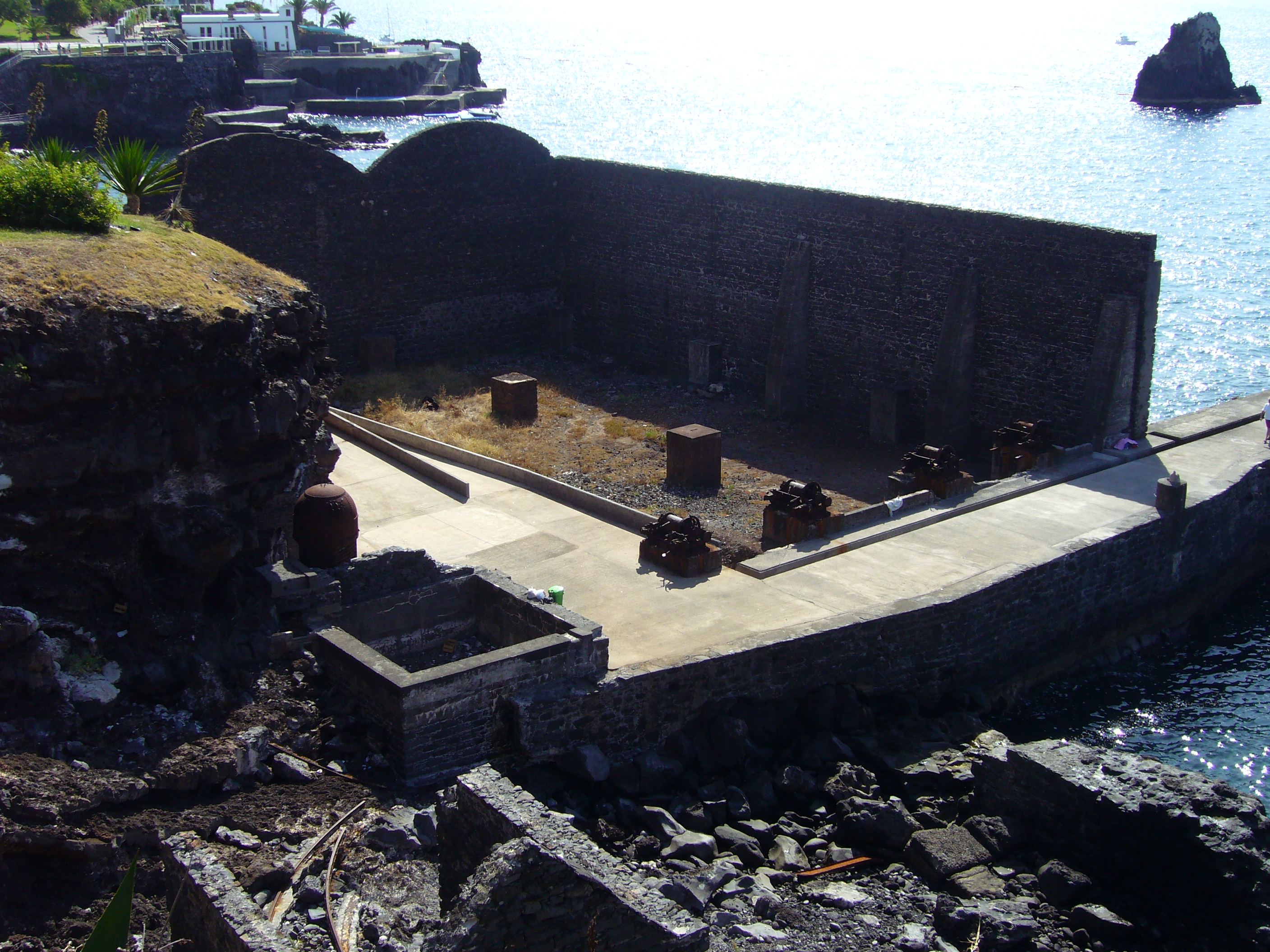
Uhelné molo.
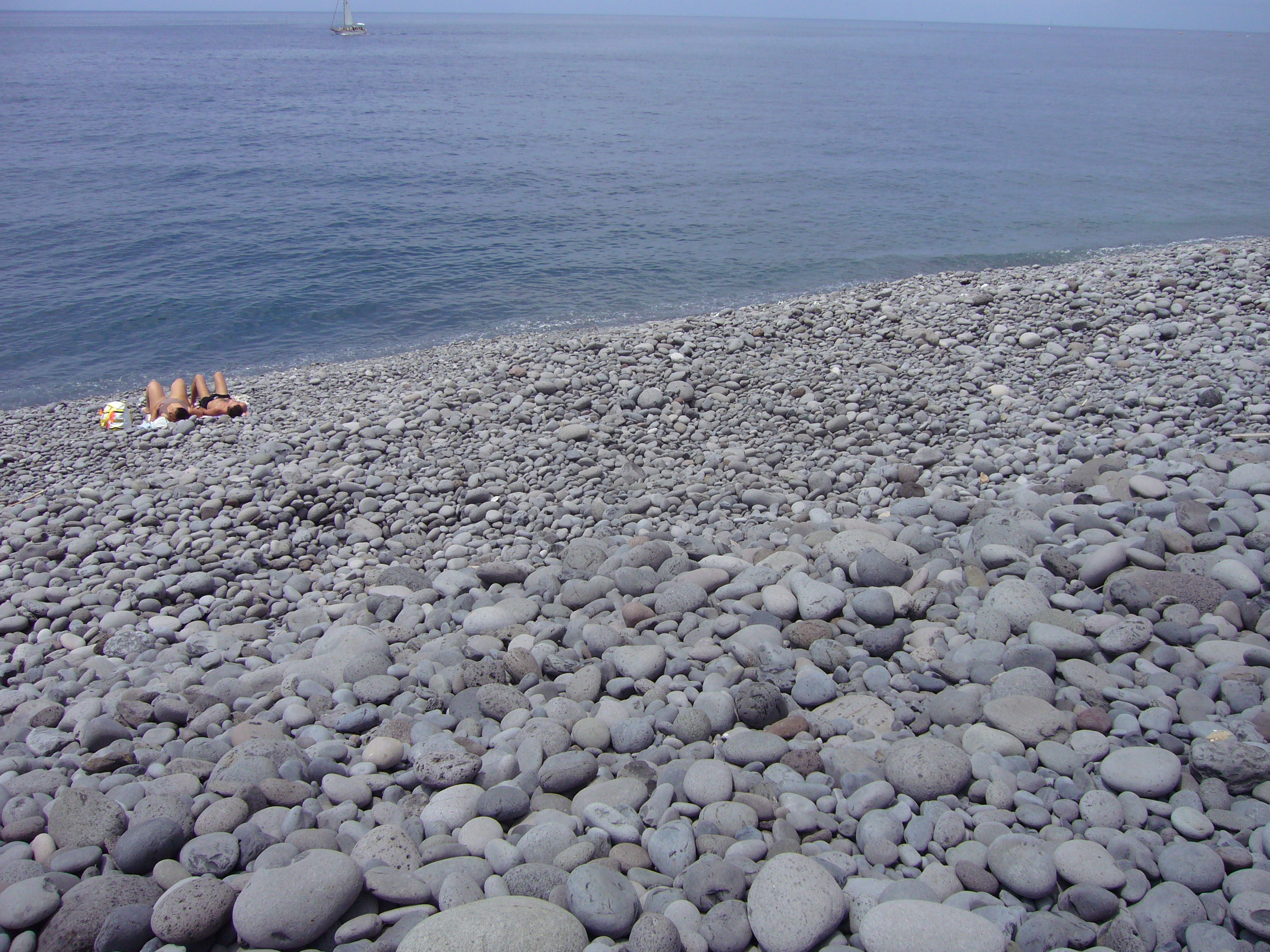
Kamenitá Praia Formosa.
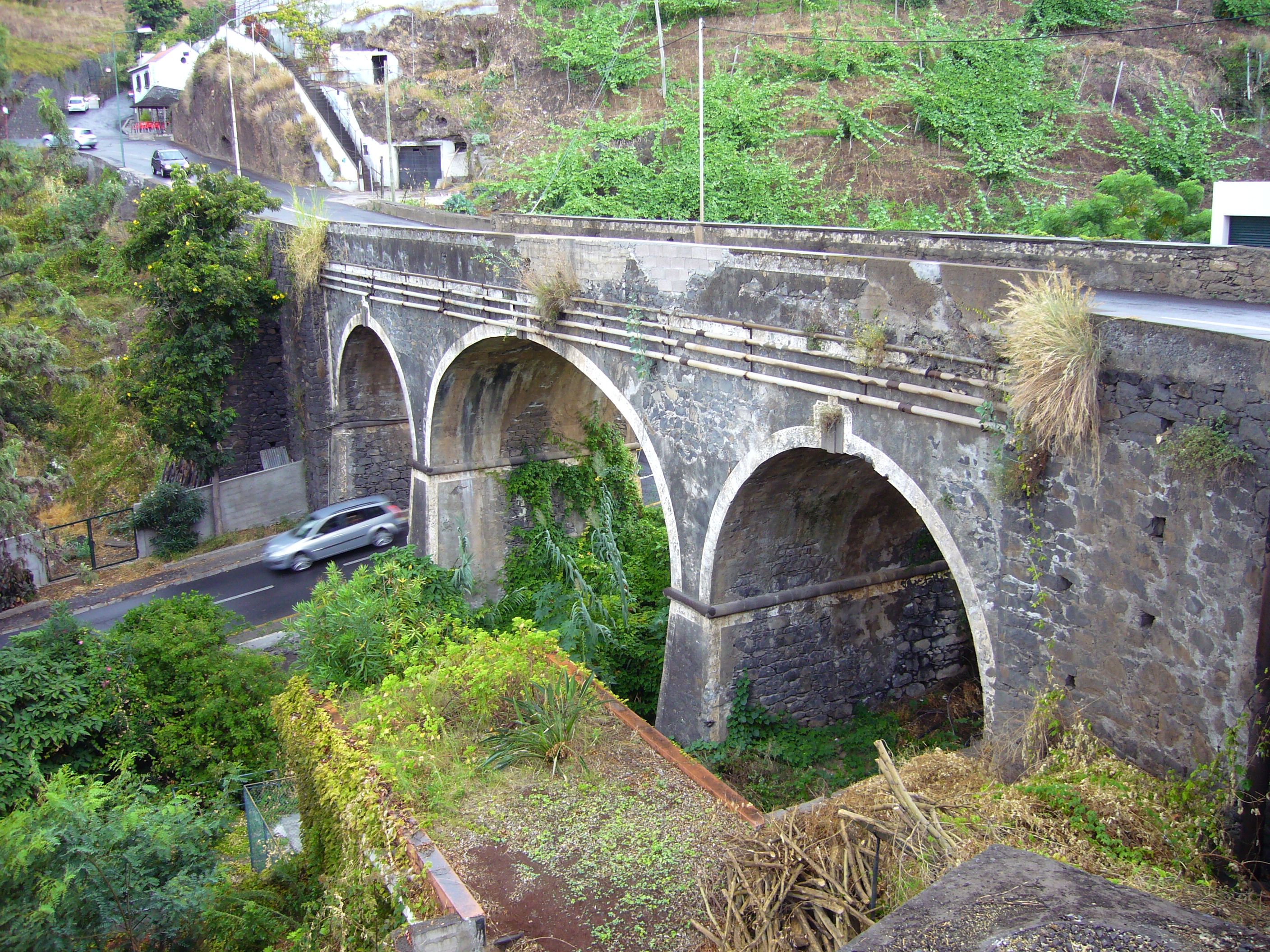
Most Monumental. Pohled od Funchalu.
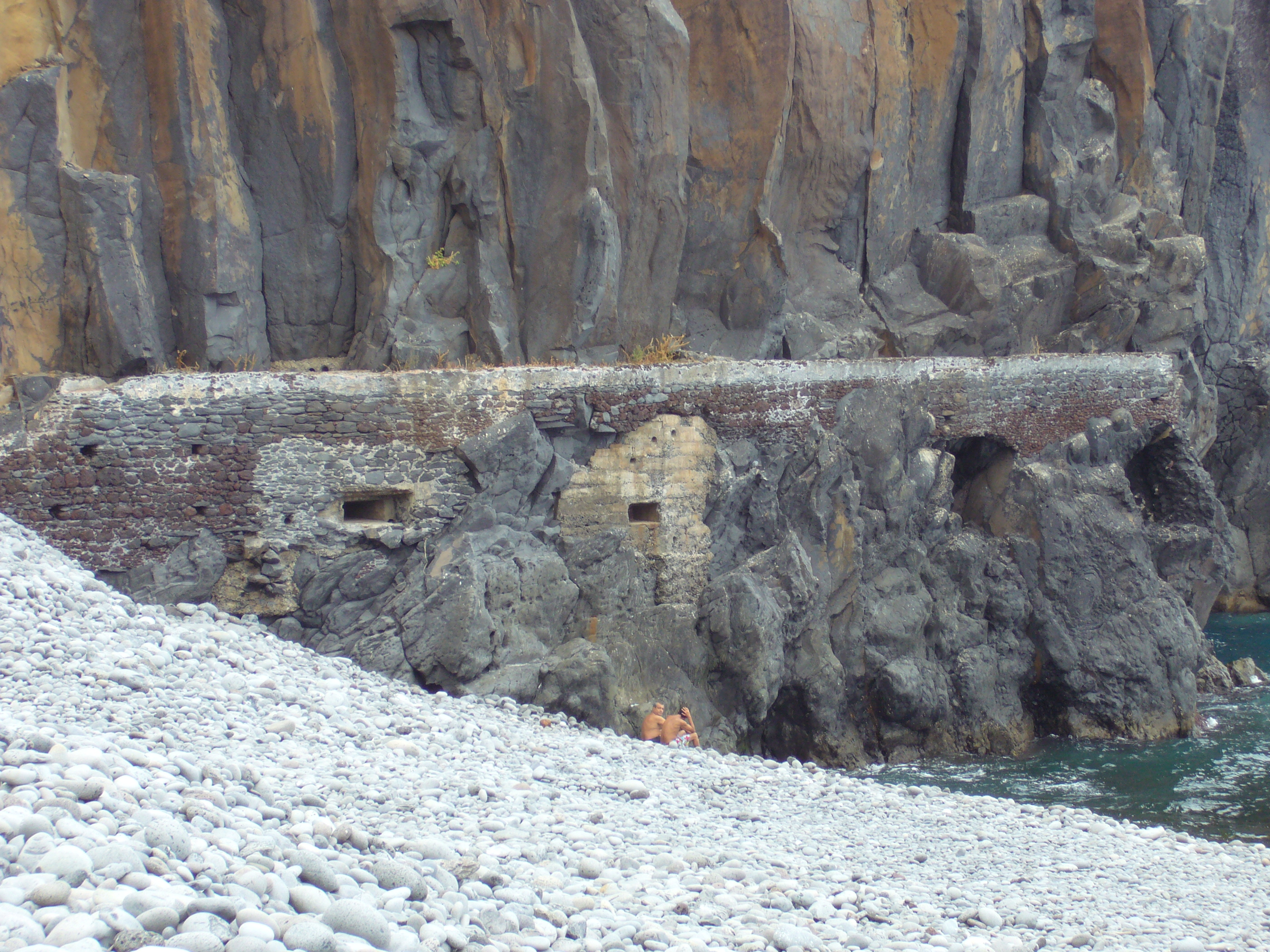
Střílny na konci pláže ve směru od Funchalu.